# Moorsoldatenlied

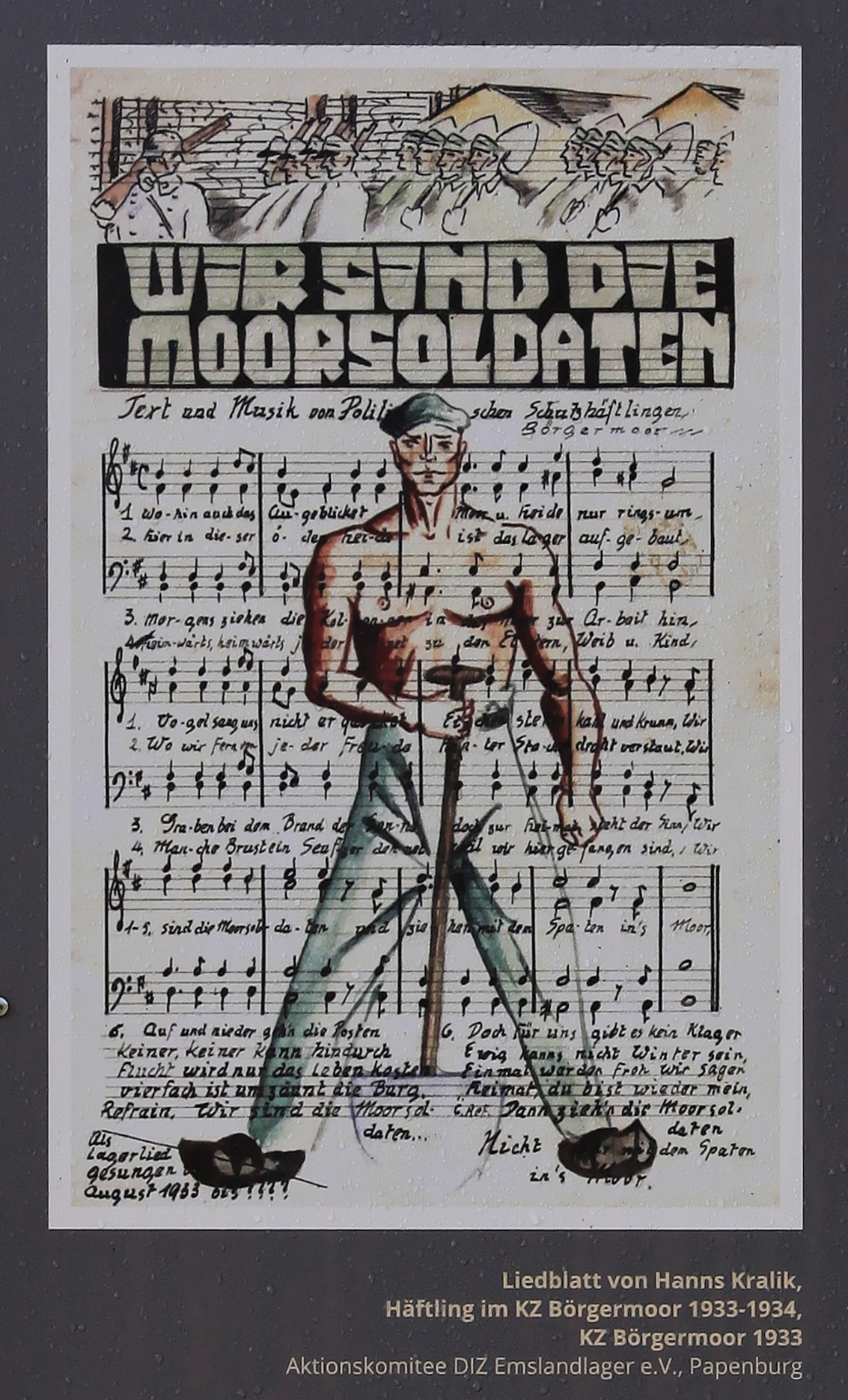
Duitse tekst van het Moorsoldatenlied

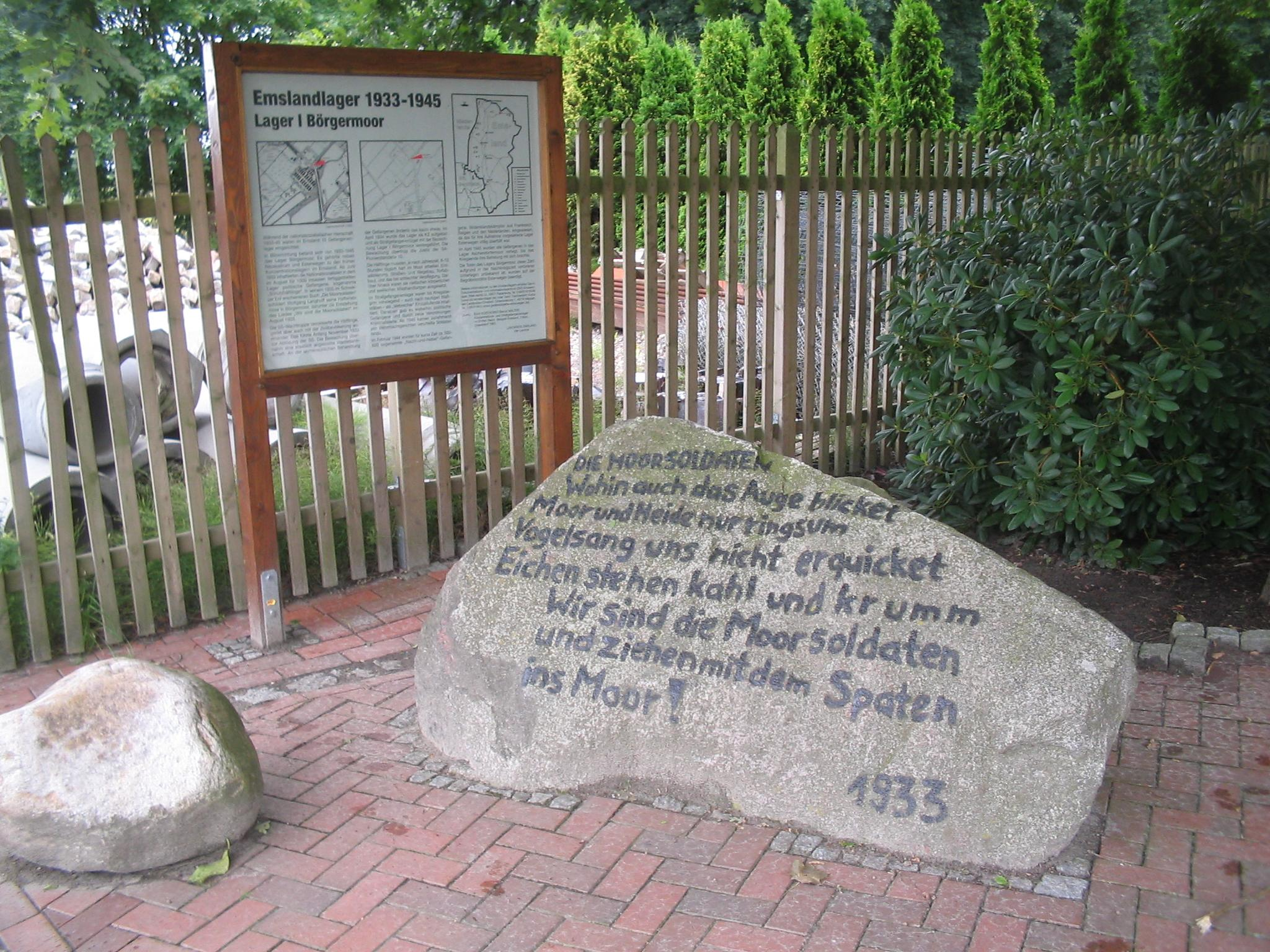
Gedenksteen met deel van de tekst van het lied.

Het Moorsoldatenlied, ook wel Börgermoorlied of Moorlied, is een lied dat in de zomer 1933 door gevangenen van kamp Börgermoor is geschreven. Tijdens de Tweede Wereldoorlog, maar ook daarna, stond het lied symbool voor het verzet tegen de overheerser.

## Geschiedenis
In Börgermoor in Emsland, dicht bij de Nederlandse grens, werden onder meer politieke tegenstanders van het naziregime, Jehova's getuigen en homoseksuelen gevangengezet. Met eenvoudig gereedschap, zoals een spade, moest men in het veen (Duits: Moor) kanalen graven en ontginningswerkzaamheden verrichten.
Om de lange werkdagen wat te verlichten zong men liederen die soms zelf gemaakt werden. Mijnwerker Hans Esser en acteur Wolfgang Langhoff waren verantwoordelijk voor de tekst van het lied over de dwangarbeid in het veen, terwijl Rudi Goguel de melodie schreef. Het lied sprak de gevangenen direct aan omdat het hun gezamenlijk lot beschreef en de hoop op een toekomst in vrijheid bezong. Op 28 augustus 1933 tijdens een ontspanningsavond voor en door gevangenen genaamd "Zirkus Konzentrazani" (Circus concentratiekamp) werd het lied voor het eerst gezongen. Twee dagen later werd het door de kampleiding verboden.
Wolfgang Langhoff werd in 1934 vrijgelaten. Hij vluchtte naar Zwitserland. In 1935 publiceerde hij Die Moorsoldaten, het autobiografisch relaas van zijn periode in gevangenschap. Hetzelfde jaar werd het lied door Hanns Eisler in Londen bewerkt. Het Moorsoldatenlied werd internationaal bekend via de Internationale Brigades tijdens de Spaanse Burgeroorlog.
Voor sommige Duitsers heeft het lied een waarde die te vergelijken is met het belang dat het gedicht "De achttien dooden" van Jan Campert heeft voor veel Nederlanders.